# Nothalten
Nothalten là một xã thuộc tỉnh Bas-Rhin trong vùng Grand Est đông bắc Pháp.